# Tamalous
Tamalous là một đô thị thuộc tỉnh Skikda, Algérie. Dân số thời điểm năm 2002 là 39.346 người.